# Ольга Данілов
Дані́лов О́льга (* 1973) — ізраїльська ковзанярка; шорт-трек. Учасниця Олімпійських ігор.

## З життєпису
Народилася 1973 року в Харкові. Переїхала до Ізраїлю в 1994 році за своєю сестрою. Одружена зі стрільцем-олімпійцем Олександром Даниловим, виховали дочку Ніколь.
Змагалась за Ізраїль на зимових Олімпійських іграх 2002 року.